# John T. Morrison

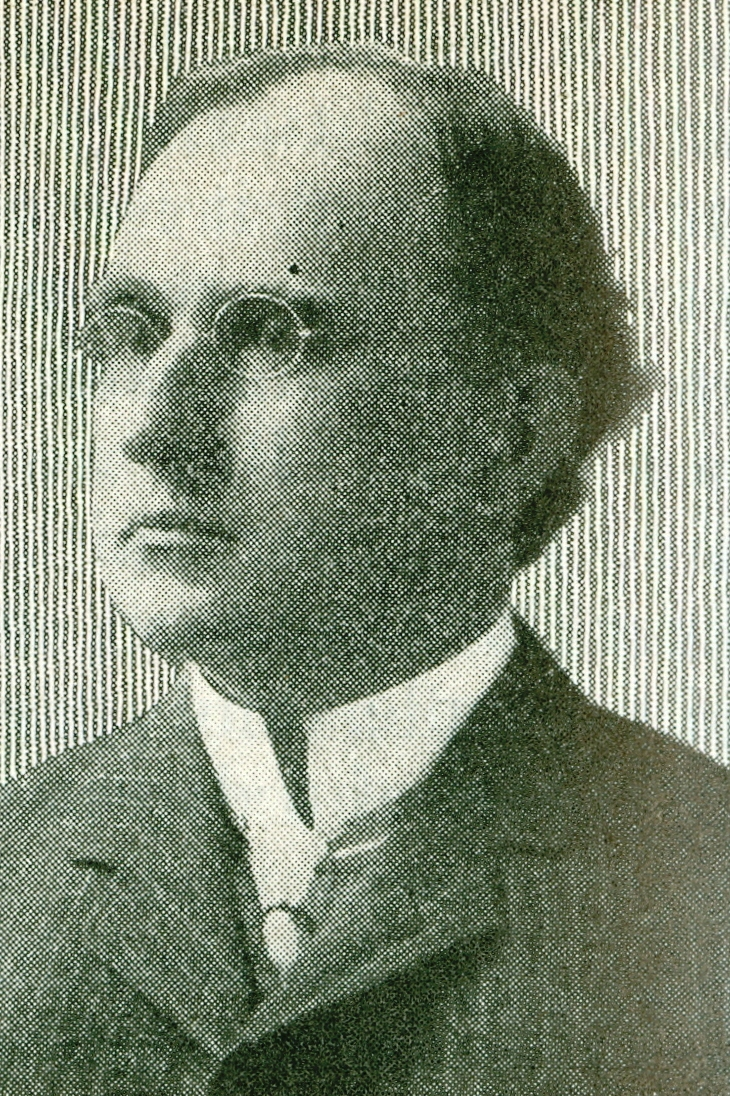
John T. Morrison (1902)

John Tracy Morrison (* 25. Dezember 1860 im Jefferson County, Pennsylvania; † 20. Dezember 1915 in Boise, Idaho) war ein US-amerikanischer Politiker und von 1903 bis 1905 Gouverneur des Bundesstaates Idaho.

## Frühe Jahre
John Morrison besuchte bis 1887 die Wooster University und studierte anschließend bis 1890 an der Cornell Law School Jura. Nach seiner Zulassung als Rechtsanwalt begann er in Caldwell in Idaho in seinem neuen Beruf zu arbeiten. In diesem Ort war er auch in der presbyterianischen Kirchengemeinde aktiv. Außerdem war er an der Gründung des College of Idaho beteiligt. Nach der Eröffnung dieser Anstalt unterrichtete er dort für zwei Jahre die Fächer Englisch und Geschichte. Zwischen 1893 und 1904 war er Vorsitzender des Kuratoriums dieses Colleges.

## Politische Laufbahn
Morrison war Mitglied der Republikanischen Partei. Im Jahr 1896 kandidierte er erfolglos für das Repräsentantenhaus von Idaho. Zwischen 1897 und 1900 war er im Vorstand seiner Partei in Idaho. Im Jahr 1902 wurde er gegen Amtsinhaber Frank W. Hunt zum neuen Gouverneur seines Staates gewählt. Dieses Amt übte er zwischen dem 5. Januar 1903 und dem 2. Januar 1905 aus. In dieser Zeit wurde ein Lebensmittelschutzgesetz verabschiedet. Außerdem wurden die Maße und Gewichte in Idaho überprüft. Im Jahr 1904 verfehlte Morrison die Nominierung seiner Partei für die Gouverneurswahlen. Daher schied er im Januar 1905 aus dem Amt.
Nach seiner Gouverneurszeit zog sich Morrison aus der Politik zurück und arbeitete wieder als Rechtsanwalt. Er starb im Dezember 1915. Mit seiner Frau Grace Darling Mackey hatte er zwei Kinder.